# Alessi (famiglia)
Gli Alessi (o d'Alessi o Alessio) furono una famiglia originaria di Roma che appartenne alla nobiltà siciliana. Possedettero alcuni feudi in Sicilia, con i titoli di baroni di Sisto, baroni di Pasquale, baroni di Montegrosso.

## Storia
Famiglia originaria di Roma, si trasferì in Sicilia nel corso del secolo XIV. Nell'isola, la famiglia godette di nobiltà a Messina, Catania, a Piazza Armerina, e a Nicosia. La famiglia venne iscritta alla nobiltà di Amalfi nel 1650.
Matteo Alessi o d'Alessio ottenne il feudo di Nissuria da parte di Federico III d'Aragona. Il figlio Antonino, dottore in legge, con privilegio del 4 novembre 1401 ottenne una salina in Marsala; Francesco il feudo di Bugidiano nel 1479; Niccolò divenne tesoriere della città di Catania nel 1511; Giovanni fu capitano di giustizia nel 1535; Niccolò, membro del ramo di Nicosia, con il matrimonio con Garita di Mulicato incamerò in data 29 ottobre 1502 la baronia di Sisto. Sempre al ramo di Nicosia appartenne Bartolomeo che possedette dal 1721 il feudo di Montegrosso, e  Giovanni Vincenzo che fu capitano di giustizia in Nicosia nel 1798, mentre il figlio Pietro Bernardo ottenne il feudo di Pasquale con privilegio del 19 novembre 1771.
Pasquale Alessi, maggiore del “9º Reggimento Puglia” partecipò alla difesa del Regno delle Due Sicilie nel 1860, ferito gravemente a Palermo il 27 maggio contro i Garibaldini, venne decorato da re Francesco II della Croce di Diritto di San Giorgio. Sposandosi la nobildonna Rosa Eleonara Senese, aggiunge il cognome Senese al suo. Il figlio Antonino ottenne il titolo barone con il predicato "di Sisto" con privilegio dalla casa reale Borbonica in esilio nel 1892. Da quell’ anno, Antonino portava il titolo Barone e la designazione "di Sisto".
Dal novembre 1952, Mario, (1930-2004) il pronipote più giovane di Antonino, è stato il detentore del titolo, essendo l'unico dei suoi fratelli, che erano tutti partigiani, a non aver rinunciato al titolo dopo il 1948. Mario, nel 2001, 21 ottobre,  ha trasferito il titolo con predicato al primogenito Ennio Enrico Alberto, (1961-)l'attuale legittimo detentore del titolo, con l'approvazione e il riconoscimento della Casa di Paternuense Aragonese con il Fons Honorum nel 2008. * Atto nel Libro d'Oro della nobiltà italiana.

## Arma
Arma: d'oro a tre rose di rosso poste due a uno.